# Begijnhofkapel Brielle

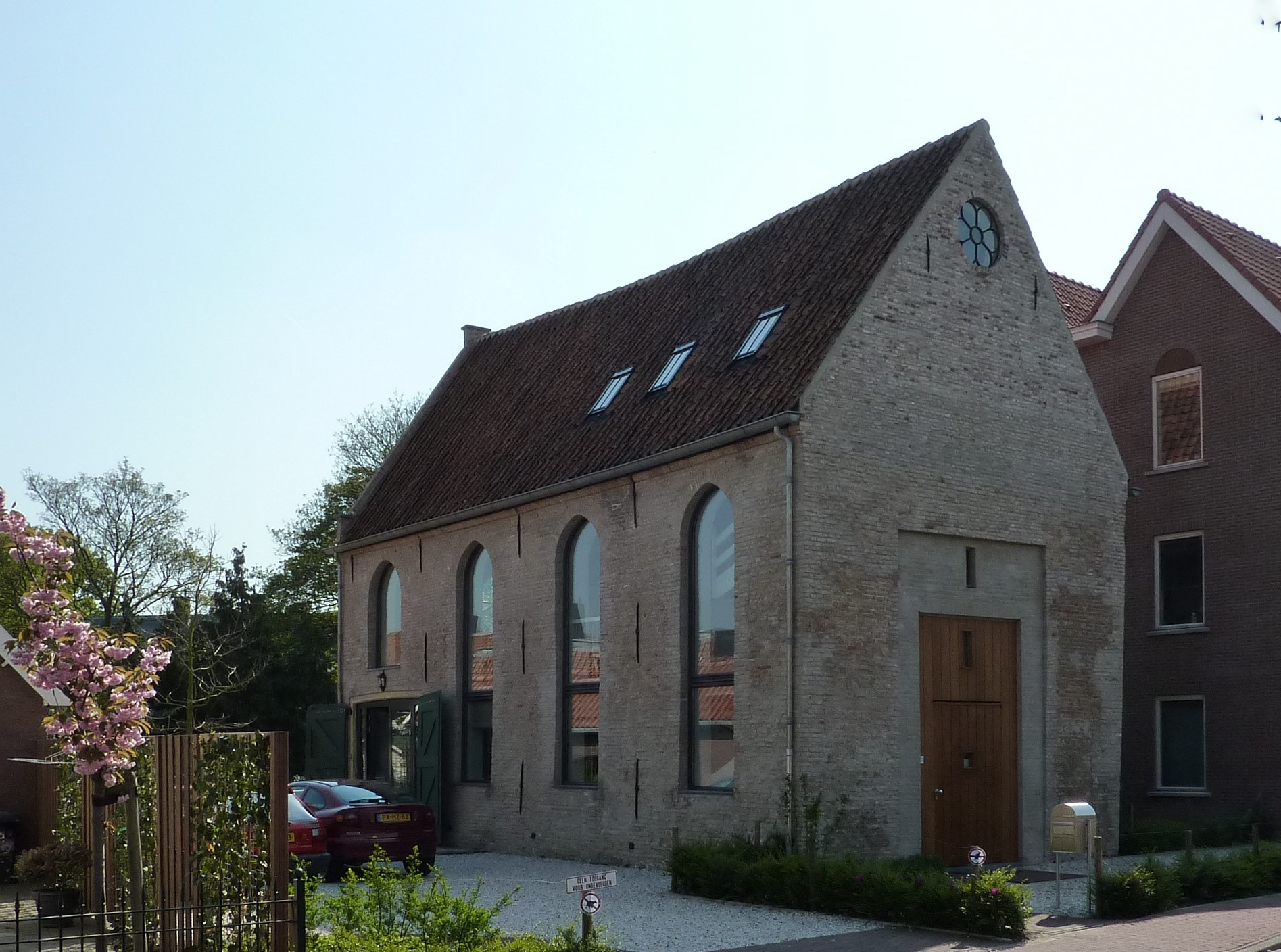
Die Begijnhofkapel in Brielle

Die Begijnhofkapel ist die frühere Kapelle eines Beginenhofs in Brielle (Gemeinde Voorne aan Zee, Provinz Südholland) in den Niederlanden. Die Kapelle ist als Rijksmonument eingestuft.

## Geschichte
Die Kapelle entstand in der Zeit zwischen 1460 und 1480 im Stil der Backsteingotik als rechteckige Saalkirche mit geradem Chorschluss und diente dem Beginenhof bis zu dessen Schließung im Zuge der Reformation im Jahr 1572, als dort nur noch zwei Schwestern lebten. Nach der Profanierung wurde die Kapelle in ein Torflager umgebaut und eine Zwischendecke eingezogen.
Die Kapelle wurde 2009 restauriert und in einen neuen Gebäudekomplex einbezogen, in dem Menschen mit leichter geistiger Behinderung im betreuten Wohnen leben. Im Inneren haben sich ein um 1480 entstandener Holzbau mit Mauerpfosten, Konsolen und profilierten Balken sowie auch Reste von Fensteröffnungen erhalten.